# Cebolla
Cebolla é um município da Espanha na província de Toledo, comunidade autónoma de Castilla-La Mancha, de área 37 km² com população de 3336 habitantes (2006) e densidade populacional de 86,84 hab/km².

## Demografia
| Variação demográfica do município entre 1991 e 2004 | Variação demográfica do município entre 1991 e 2004 | Variação demográfica do município entre 1991 e 2004 | Variação demográfica do município entre 1991 e 2004 |
| --------------------------------------------------- | --------------------------------------------------- | --------------------------------------------------- | --------------------------------------------------- |
| 1991                                                | 1996                                                | 2001                                                | 2004                                                |
| 2598                                                | 2810                                                | 2978                                                | 3182                                                |